# Echał

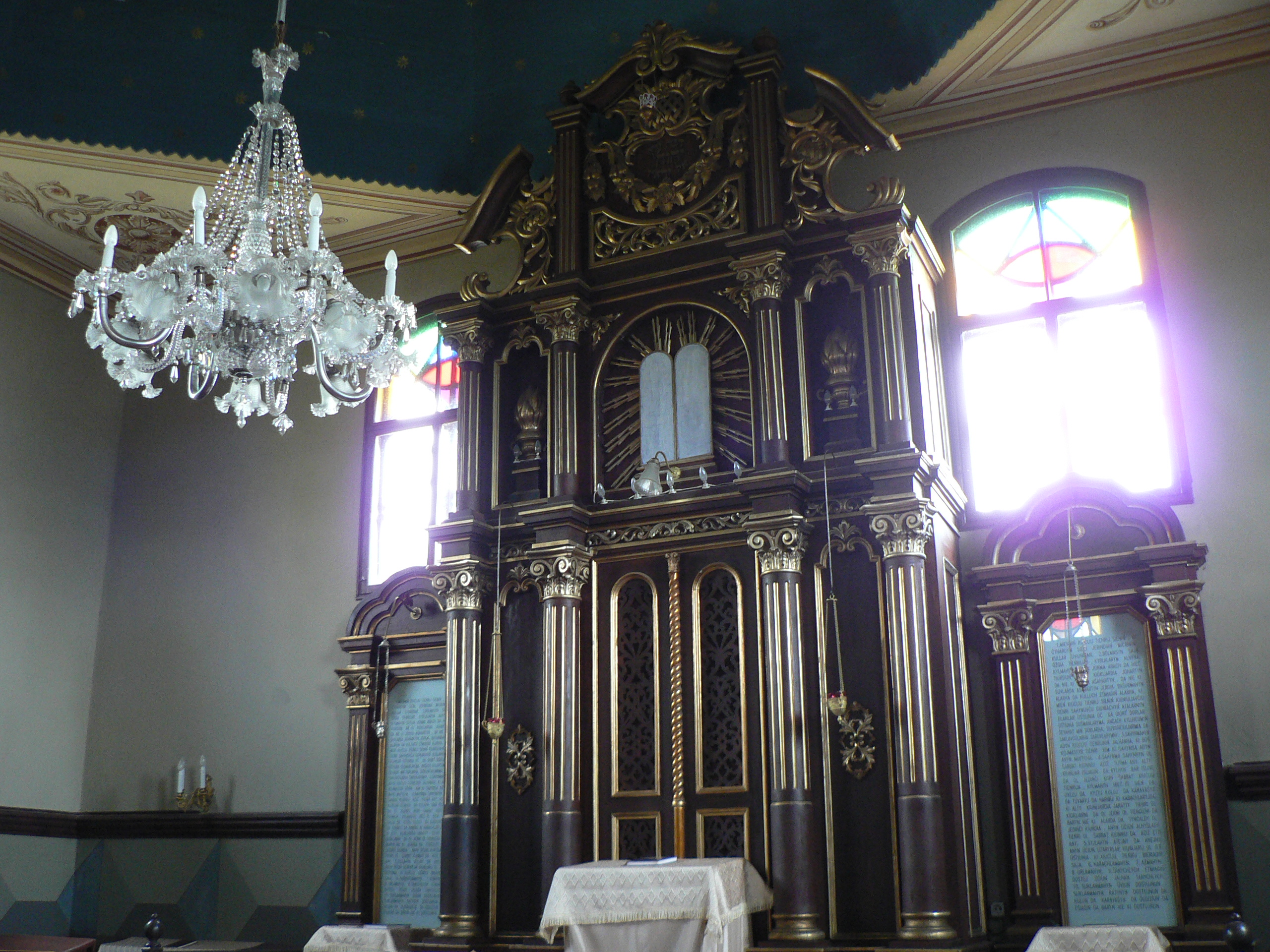
Echał w kienesie w Trokach

Echał (z hebr. ‏היכל‎ hejchal dosł. „pałac; Świątynia Jerozolimska”) – w karaimskiej kienesie szafa ołtarzowa służąca do przechowywania zwojów Tory. 
Echał, jeden z najważniejszych elementów wyposażenia głównej sali modlitwy, umieszczony jest zgodnie z zasadami religii karaimskiej na ścianie skierowanej w stronę Ziemi Świętej, tzn. w Europie na ścianie południowej. Kształt, oprawa szafy oraz ornamenty zdobiące zależne są od epoki i kraju, w których zostały wykonane.
Jej odpowiednikiem jest znajdujący się w synagogach aron ha-kodesz.